# Hutuna aurantialis
Hutuna aurantialis là một loài bướm đêm trong họ Crambidae.